# Pat Hingle
Martin Patterson Hingle (* 19. Juli 1924 in Denver, Colorado; † 3. Januar 2009 in Carolina Beach, North Carolina) war ein US-amerikanischer Schauspieler. Besondere Bekanntheit erreichte er an der Seite Clint Eastwoods, mit dem er drei Filme zusammen drehte, und mit der Rolle des Commissioner James Gordon in den vier Filmen der ersten Batman-Reihe.

## Leben
Pat Hingle wurde am 19. Juli 1924 als Sohn eines Bauunternehmers und einer Schullehrerin geboren. Da seine Eltern sich bereits scheiden ließen, als er noch ein Kleinkind war, hatte er seinen Vater praktisch nie kennengelernt und lebte bei seiner Mutter, die als Lehrerin in Denver die Familie versorgte. Später zog sie auf der Suche nach lukrativerer Arbeit häufig um, und bis zur Vollendung seines 13. Lebensjahres hatte Hingle bereits in mehr als einem Dutzend Städte gelebt. Erste Berührung mit der Schauspielerei hatte er bereits in der dritten Klasse, in einer Schulaufführung spielte er eine Karotte.
Hingle schloss die High School ab und besuchte ab 1941 die Universität von Texas. Während des Zweiten Weltkrieges diente er bei der U.S. Navy auf dem Zerstörer USS Marshall. Nach dem Krieg kehrte Hingle an die Universität zurück und wurde in der Absicht, Mädchen kennenzulernen, Mitglied der Schauspielgruppe. Als Reservist der Navy wurde er während des Koreakrieges eingezogen und diente auf dem Begleitschiff USS Damato (DD-871).
Zusammen mit seiner ersten Frau Alyce, die er an der Universität kennenlernte, zog er nach New York, wo er ab 1948 seine ersten Engagements auf der Bühne und beim Fernsehen bekam. Den Höhepunkt seiner Karriere jener Zeit bildete sein Mitwirken in dem Stück J.B. von Archibald MacLeish. 1959 hatte Hingle einen schweren Unfall: er stürzte in den Aufzugsschacht seines New Yorker Apartmenthauses und erlitt lebensgefährliche Verletzungen. Er schwebte zwei Wochen in akuter Lebensgefahr und verlor den kleinen Finger seiner linken Hand, seine vollständige Genesung dauerte etwa ein Jahr.
In seiner langen Karriere spielte Hingle häufig Richter, Polizeibeamte und andere Autoritätspersonen. Er wurde schon früh in Rollen besetzt, die deutlich älter als er selbst waren, so beispielsweise als Vater des nur 13 Jahre jüngeren Warren Beatty in Elia Kazans Fieber im Blut. 1968 drehte er zum ersten Mal mit Clint Eastwood. Die beiden spielten in den Filmen Hängt ihn höher, Der Mann, der niemals aufgibt und Dirty Harry kommt zurück zusammen. 1979 trat Hingle an der Seite von Kurt Russell in John Carpenters Filmbiografie Elvis – The King als Elvis Presleys Manager Colonel Tom Parker auf.
Seine wohl populärste Rolle ist die des Police Commissioner James W. Gordon aus den Batman-Filmen von Tim Burton und Joel Schumacher. Abgesehen von seinem Schauspielkollegen Michael Gough, der den Butler Alfred spielte, ist er der einzige Darsteller, der in allen vier Filmen mitwirkte.
Zuletzt lebte Pat Hingle mit seiner zweiten Frau Julia in Kure Beach, North Carolina. Er verstarb im Januar 2009 im Alter von 84 Jahren in Carolina Beach.

## Auszeichnungen
- 1958: Tony Award – Nominierung in der Kategorie Bester Nebendarsteller für The Dark at the Top of the Stairs
- 2005: North Carolina Distinguished Filmmaker Award[3]

## Filmografie (Auswahl)
- 1954: Die Faust im Nacken (On the Waterfront)
- 1957: Stirb wie ein Mann (The Strange One)
- 1961: Fieber im Blut (Splendor in the Grass)
- 1961, 1965: Preston & Preston (The Defenders, Fernsehserie, 2 Folgen)
- 1963: Der häßliche Amerikaner (The Ugly American)
- 1964: Treffpunkt für zwei Pistolen (Invitation to a Gunfighter)
- 1966: Nevada Smith
- 1968: Kugeln sind sein Autogramm (Sol Madrid)
- 1968: Hängt ihn höher (Hang ‘em High)
- 1970: Bloody Mama
- 1971: Rauchende Colts (Gunsmoke, Fernsehserie, 6 Folgen)
- 1973: Ein Kamel im wilden Westen (One Little Indian)
- 1976: Die Straßen von San Francisco (The Streets of San Francisco, Fernsehserie, Folge 5x10 Die Angst, die umbringt)
- 1976–1979: Barnaby Jones (Fernsehserie, 3 Folgen)
- 1977: Tödliche Fracht (Tarantulas: The Deadly Cargo)
- 1977: Der Mann, der niemals aufgibt (The Gauntlet)
- 1979: Elvis – The King (Elvis) (Fernsehfilm)
- 1979: Die Weiche steht auf Tod (Disaster on the Coastliner) (Fernsehfilm)
- 1979: Norma Rae – Eine Frau steht ihren Mann (Norma Rae)
- 1980: Auf Teufel komm raus (Running Scared)
- 1980: M*A*S*H (Fernsehserie, Episode 8x25)
- 1980: Von Mäusen und Menschen (Of Mice and Men)
- 1982: Hart aber herzlich (Hart to Hart; Folge: Unterwasserjagd)
- 1983: Dirty Harry kommt zurück (Sudden Impact)
- 1984: Kampf um Yellow Rose (The Yellow Rose) (Fernsehserie, 1 Folge)
- 1985: In der Mittagsglut (Noon Wine)
- 1985: Der Falke und der Schneemann (The Falcon and the Snowman)
- 1985: Rape – Die Vergewaltigung des Richard Beck (The Rape of Richard Beck)
- 1985: Zum Teufel mit den Kohlen (Brewster’s Millions)
- 1985: Unglaubliche Geschichten (Amazing Stories, Fernsehserie, Episode 1x11)
- 1986: Matlock (Fernsehserie, Episode 1x13 Hinter der Maske des Weihnachtsmannes)
- 1986–1991: Mord ist ihr Hobby (Murder, She Wrote, Fernsehserie, 3 Folgen, verschiedene Rollen)
- 1986: Rhea M – Es begann ohne Warnung (Maximum Overdrive)
- 1987: Baby Boom – Eine schöne Bescherung (Baby Boom)
- 1988: Fight Back (Stranger on My Land)
- 1988: In einem Land vor unserer Zeit (The Land Before Time) (Stimme des Erzählers und Rooter)
- 1989: Batman
- 1990: Grifters (The Grifters)
- 1991: Space Killers (Not of This World)
- 1992: Batmans Rückkehr (Batman Returns)
- 1992: Haus der Drachen (The Habitation of Dragons)
- 1992: Rauchende Colts: Faustrecht des Westens (Gunsmoke: To the Last Man, Fernsehfilm)
- 1994: Eine Weihnacht (One Christmas, Fernsehfilm)
- 1995: Schneller als der Tod (The Quick and the Dead)
- 1995: Batman Forever
- 1996: Die dicke Vera (Larger Than Life)
- 1997: The Shining (Fernsehfilm)
- 1997: Batman & Robin
- 1999: Im Mond des Jägers (The Hunter’s Moon)
- 1999: Muppets aus dem All (Muppets from Space)
- 2000: Shaft – Noch Fragen? (Shaft)
- 2001: Road to Redemption
- 2006: Ricky Bobby – König der Rennfahrer (Talladega Nights: The Ballad of Ricky Bobby)
- 2007: The List